# Centromerita concinna
Espèce
Synonymes
- Linyphia concinna Thorell, 1875
- Troglohyphantes margerisoni Falconer, 1919

Centromerita concinna est une espèce d'araignées aranéomorphes de la famille des Linyphiidae.

## Distribution
Cette espèce se rencontre en Europe et en Turquie.

## Description
Les mâles et les femelles syntypes mesurent de 2 à 2,75 mm.
Centromerita concinna est plus petit que Centromerita bicolor.

## Systématique et taxinomie
Cette espèce a été décrite sous le protonyme Linyphia concinna par Thorell en 1875. Elle est placée dans le genre Tmeticus par Simon en 1884, dans le genre Centromerus par Bösenberg en 1902, considérée comme une sous-espèce de Centromeria bicolor par Smith en 1908 puis élevée au rang d'espèce dans le genre Centromerita par Locket et Millidge en 1953.
Troglohyphantes margerisoni a été placée en synonymie par Millidge et Locket en 1952.

## Publication originale
- Thorell, 1875 : « Diagnoses Aranearum Europaearum aliquot novarum. » Tijdschrift voor Entomologie, vol. 18, p. 81-108 (texte intégral).